# Бела Виста (Калифорнија)
Бела Виста (енгл. Bella Vista) насељено је место без административног статуса у америчкој савезној држави Калифорнија.

## Демографија
По попису из 2010. године број становника је 2.781.
| Група             | 2000.    | 2010.         |
| Белци             | 0 (0,0%) | 2.451 (88,1%) |
| Афроамериканци    | 0 (0,0%) | 16 (0,6%)     |
| Азијати           | 0 (0,0%) | 30 (1,1%)     |
| Хиспаноамериканци | 0 (0,0%) | 179 (6,4%)    |
| Укупно            | 0        | 2.781         |